# 府山街道 (绍兴市)
府山街道，是中国浙江省绍兴市越城区下辖的一个街道。

## 辖区
该街道辖有：
越都社区、府山社区、西园社区、青藤社区、偏门社区、水沟营社区、严家潭社区、鉴湖新村社区、和畅堂社区、快阁苑社区、鉴湖街社区、府山新村居委会、亭山居委会、河山桥居委会、金鸡塘居委会、树下王村居委会、鹅境居委会、凌江岸居委会、王家庄居委会、蒋家溇居委会、南溇底居委会、钟堰居委会、余家岸居委会、云栖居委会、朱家岙村、叶家堡村、伟联村、快阁村、鹿湖庄村。